# Митридат IV Филопатр
Митридат IV Филопатор Филадельф (греч. Mιθριδάτης Φιλoπάτωρ Φιλάδελφoς) — царь Понта, правивший в 159 — 150 до н. э.
Его отцом был Митридат III. Старшим братом Митридата был понтийский царь Фарнак I. Он родился и вырос в Понте.
После смерти Фарнака Митридат стал царём. Он женился на своей сестре Лаодике. Проводил проэллинскую и проримскую политику. Первым из понтийских царей выпустил золотые монеты — знак полного суверенитета царства. В
войне Вифинии и Пергама вместе с Каппадокией воевал на стороне Пергама против Вифинии, стремясь поставить под свой контроль Фригию.